# Igrejas Pintadas na Região de Troodos
As Igrejas Pintadas na Região de Troodos situam-se nos Montes Troodos, no sudoeste da ilha do Chipre, extremo oriental do Mar Mediterrâneo. A região foi considerada Património Mundial da Unesco devido às dez igrejas bizantinas de paredes de pedra com deslumbrantes frescos datados do século XI ao século XIV.
O Mosteiro de Kikkos, no oeste de Troodos, é o mais conhecido mosteiro cristão ortodoxo. Construído no século I, está completamente renovado e contem um museu de ícones religiosos incluindo o ícone de Cristo.

## Localização[1]
| Nome                                      | Localização                     | Coordenadas                  |
| ----------------------------------------- | ------------------------------- | ---------------------------- |
| Igreja de Ayios Nikolaus, tis Steyis      | Kakopetria, Troodos, Chipre     | 34° 58′ 00″ N, 32° 53′ 00″ L |
| Ayios Ionannis e Mosteiro de Lambadhistis | Kalopanayiotis, Troodos, Chipre | 34° 59′ 00″ N, 32° 49′ 00″ L |
| Igreja de Panayia, Phorviotissa           | Nikitart, Troodos, Chipre       | 35° 02′ 00″ N, 32° 58′ 00″ L |
| Igreja de Panayia                         | Moutoullas, Troodos, Chipre     | 35° 00′ 00″ N, 32° 50′ 00″ L |
| Igreja de Archangelos Michael             | Pedhoulas, Troodos, Chipre      | 34° 58′ 00″ N, 32° 49′ 00″ L |
| Igreja de Timios Stavros                  | Pelendria, Troodos, Chipre      | 34° 53′ 00″ N, 32° 58′ 00″ L |
| Igreja de Panayia, Podhitou               | Galata, Troodos, Chipre         | 35° 00′ 00″ N, 32° 53′ 00″ L |
| Igreja de Stavros, Ayiasmati              | Platanistasa, Troodos, Chipre   | 34° 58′ 00″ N, 33° 02′ 00″ L |
| Igreja de Ayia Sotira, tou Soteros        | Palaichori, Troodos, Chipre     | 34° 55′ 13″ N, 33° 05′ 45″ L |
| Igreja de Agios Sozomenos, Galata         | Galata, Nicósia, Chipre         | 34° 59′ 49″ N, 32° 53′ 53″ L |
| Igreja de Agios Mamas, Louvaras           | Louvaras, Limassol, Chipre      | 34° 50′ 14″ N, 33° 02′ 44″ L |

## Galeria

Fresco "Pantocrator" na igreja de PhorviotissaFresco "Pantocrator" na igreja de Phorviotissa
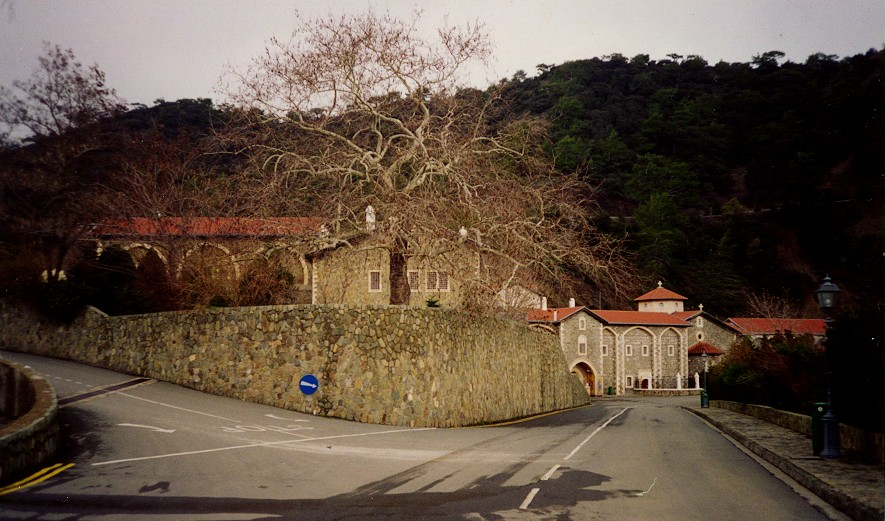
Mosteiro de Kikkos